# Étienne Forcadel
Étienne Forcadel (* vor 1520 in Béziers; † 1578 in Toulouse) war ein französischer Jurist und Dichter.

## Leben und Werk
Étienne Forcadel war der Bruder des Mathematikers Pierre Forcadel. Er studierte und lehrte ab 1547 Rechtswissenschaft (ab 1557 als Lehrstuhlinhaber) an der Universität Toulouse, der er 1568 und von 1571 bis 1572 auch als Rektor vorstand. Seine ab 1542 erschienenen juristischen Schriften (in lateinischer Sprache) wurden 1595 in einem Band versammelt. Daneben schrieb er Gedichte, zuerst im Stil von Clément Marot, dann in der Nachahmung von Pierre de Ronsard. Wie die neueste Forschung gezeigt hat, war Forcadel originell in der Literarisierung von Jurisprudenz.

## Werke (moderne Ausgaben)
- Oeuvres poétiques. Opuscules, chants divers, encomies et élégies. Hrsg. Françoise Joukovsky. Droz, Genf 1977.
- La sphère du droit. Sphaera legalis. Hrsg. Anne Teissier-Ensminger. Classiques Garnier, Paris 2011. (lateinisch und französisch)
- L’amour juriste. Cupido iurisperitus. Hrsg. Anne Teissier-Ensminger. Classiques Garnier, Paris 2018. (lateinisch und französisch)